# The King Stays King: Sold Out at Madison Square Garden
The King Stays King: Sold Out at Madison Square Garden —en español; El rey permanece rey: entradas agotadas en el Madison Square Garden—  es el primer álbum en vivo del cantautor dominicano Romeo Santos. El CD/DVD fue grabado el 24 de febrero de 2012 en el Madison Square Garden de la ciudad de Nueva York. Fue lanzado a la venta el 6 de noviembre de 2012, además el mismo día se lanzó el DVD.

## Promoción

### Sencillos
El 20 de agosto de 2012 se lanzó el primer sencillo del álbum, la versión en vivo de «Llévame contigo», la versión estudio de la canción fue incluida en su álbum debut Formula, Vol. 1 (2011). El sencillo se colocó en el primer puesto del Billboard Latin Airplay, en el segundo puesto del Billboard Hot Latin Songs, en el cuarto puesto del Billboard Latin Pop Songs y en el puesto dieciocho del Billboard Heatseekers Songs. El 19 de septiembre de 2012 se subió el video musical en el canal VEVO del cantante.
Otras canciones
La canción «Que se mueran» se posicionó en el puesto veintinueve del Billboard Hot Latin Songs, en el puesto veintiséis del Billboard Tropical Salsa y en el puesto cuarenta y cuatro del Billboard Latin Airplay.

### Interpretaciones en vivo
El 21 de febrero de 2013, Santos se presentó en Premio Lo Nuestro donde interpretó su sencillo «Llévame contigo». El 25 de febrero de 2013 se presentó en el Festival Viña del Mar incluyendo «Llévame contigo» en la lista de canciones de su presentación.

## Lista de canciones
- Edición estándar

| The King Stays King: Sold Out at Madison Square Garden |                                                          |                                                                                              |          |  |
| N.º                                                    | Título                                                   | Escritor(es)                                                                                 | Duración |  |
| 1.                                                     | «You»                                                    | Anthony "Romeo" Santos                                                                       | 4:00     |  |
| 2.                                                     | «La diabla»                                              | Anthony "Romeo" Santos                                                                       | 3:44     |  |
| 3.                                                     | «Malevo»                                                 | Anthony "Romeo" Santos                                                                       | 4:05     |  |
| 4.                                                     | «Por un segundo»                                         | Anthony "Romeo" Santos                                                                       | 2:46     |  |
| 5.                                                     | «Que se mueran»                                          | Anthony "Romeo" Santos                                                                       | 3:55     |  |
| 6.                                                     | «Su veneno»                                              | Anthony "Romeo" Santos                                                                       | 3:52     |  |
| 7.                                                     | «Mi corazoncito» (Con Diddy)                             | Anthony "Romeo" Santos                                                                       | 4:04     |  |
| 8.                                                     | «Debate de 4» (Con Luis Vargas y Antony Santos)          | Anthony "Romeo" Santos                                                                       | 4:55     |  |
| 9.                                                     | «Magia negra»                                            | Josias De La Cruz / Marcos "Tainy" Masis / Anthony "Romeo" Santos                            | 4:48     |  |
| 10.                                                    | «Soberbio»                                               | Anthony "Romeo" Santos                                                                       | 4:15     |  |
| 11.                                                    | «Llévame contigo»                                        | Anthony "Romeo" Santos                                                                       | 3:49     |  |
| 12.                                                    | «La bella y la bestia»                                   | Anthony "Romeo" Santos                                                                       | 3:47     |  |
| 13.                                                    | «Medley: La película/Enséñame a olvidar/Todavía me amas» | Anthony "Romeo" Santos                                                                       | 8:25     |  |
| 14.                                                    | «Vale la pena el placer»                                 | Joaquin Diaz / Anthony "Romeo" Santos                                                        | 3:04     |  |
| 15.                                                    | «Medley: Rival/All aboard»                               | Dwayne Michael Carter, Jr. / Rico Love / Pierre Medor                                        | 3:12     |  |
| 16.                                                    | «Noche de sexo» (Con Wisin & Yandel)                     | Josias De La Cruz / Juan Luis Morera Luna / Llandel Veguilla Malave / Anthony "Romeo" Santos | 3:42     |  |
| 17.                                                    | «Mi santa»                                               | Anthony "Romeo" Santos                                                                       | 3:57     |  |
| 18.                                                    | «Promise» (Con Usher)                                    | Rico Love / Pierre Medor / Anthony "Romeo" Santos                                            | 9:15     |  |
| 01:18:35                                               |                                                          |                                                                                              |          |  |

## Charts y certificaciones

### Semanales
| País           | Chart     | Lista            | Mejor posición |
| 2012           | 2012      | 2012             | 2012           |
| -------------- | --------- | ---------------- | -------------- |
| Estados Unidos | Billboard | Top Latin Albums | 1              |
| Estados Unidos | Billboard | Tropical Albums  | 1              |
| Estados Unidos | Billboard | Billboard 200    | 65             |

### Mensuales
| País      | Chart | Lista           | Mejor posición |
| 2012      | 2012  | 2012            | 2012           |
| --------- | ----- | --------------- | -------------- |
| Argentina | CAPIF | Ranking mensual | 8              |

### Anuales
| País           | Chart     | Lista            | Mejor posición |
| 2012           | 2012      | 2012             | 2012           |
| -------------- | --------- | ---------------- | -------------- |
| Estados Unidos | Billboard | Top Latin Albums | 12             |
| Estados Unidos | Billboard | Tropical Albums  | 4              |

### Certificaciones
| País      | Organismo certificador | Certificación | Ventas certificadas | Ref.          |
| --------- | ---------------------- | ------------- | ------------------- | ------------- |
| México    | AMPROFON               | Oro           | 30 000              | [ 20 ] [ 21 ] |
| Argentina | CAPIF                  | Oro           | 20 000              | [ 22 ]        |